# Mary Bailey Smith
Mary Bailey Smith (ur. 20 grudnia 1808 w Bedford, zm. 25 stycznia 1841 w Nauvoo) – pierwsza żona Samuela H. Smitha, jedna z postaci wczesnej historii ruchu świętych w dniach ostatnich (mormonów).

## Życiorys
Urodziła się w Bedford w stanie New Hampshire jako córka Joshuy Baileya i Hannah Boutwell. Po zetknięciu się z niedawno zorganizowanym Kościołem Jezusa Chrystusa Świętych w Dniach Ostatnich została ostatecznie członkiem tej wspólnoty religijnej. Ochrzczona została w Bostonie przez Samuela H. Smitha 26 czerwca 1832. Przeniosła się następnie do Kirtland w stanie Ohio (1833). Dołączała do migrujących współwyznawców, przeprowadziła się do Missouri (1838), wreszcie (1839) do Commerce (późniejszego Nauvoo) w stanie Illinois. W tym też mieście zmarła krótko po wydaniu na świat ostatniego dziecka. 
Podobnie jak wielu innych świętych w dniach ostatnich w początkowym okresie funkcjonowania Kościoła doświadczyła przemocy spowodowanej jej przekonaniami religijnymi. Pod koniec pobytu w 
Missouri, pod nieobecność męża, została wraz z dziećmi wywleczona ze swego domu, wepchnięta do ustawionego na zewnątrz budynku łóżka i pozostawiona w ten sposób w deszczu przez wiele godzin, sam dom zaś został doszczętnie spalony. Przypuszcza się, że Mary do końca życia zmagała się ze skutkami tego wydarzenia. Według relacji świadków, do śmierci miała mówić wyłącznie szeptem. Jej krótkiemu życiu poświęcono książkę Mary Bailey pióra Ruby K. Smith, opublikowaną w Salt Lake City w 1954.
13 sierpnia 1834 w Kirtland poślubiła Samuela H. Smitha, brata założyciela Kościoła Josepha Smitha. Urodziła czworo dzieci: Susannę (1835–1906), Mary (1837–1911), Samuela Harrisona (1838–1914) oraz Lucy (urodzoną i zmarłą w 1841).